# Списак округа Јужне Каролине
Савезна Држава Јужна Каролина се састоји од 46 округа, што је највећи могући број у складу са државним законом. По површини је најмањи округ Калхун са 1.016 km², а највећи је округ Чарлстон са 3.517 km². Најмање становника има округ Макормик, 9.958 а најнасељенији је округ округ Гринвил, са 451.225 становника, упркос чињеници да се најнасељенији град у Јужној Каролини, Колумбија, налази у округу Ричланд.

## Историја
У колонијалном периоду је територија око обале била подељена у парохије које су одговарале парохијама Цркве Енглеске. Такође је постојало неколико округа који су имали судске и изборне функције. Како се становништво насељавало у унутрашњост, формирани су судски дистрикти и додатни окрузи. Оваква структура је наставила да се развија и након Рата за независност. 1800, сви окрузи су преименовани у дистрикте. 1868, дистрикти су поново преименовани у округе. Архивско и историјско одељење Јужне Каролине поседује мапе које показују границе округа, дистрикта и парохија почев од 1682.

## Списак округа
| Округ              | ФИПС код &#13; | Седиште округа &#13; | Успостављен &#13; | Формиран из &#13;                                   | Добио име по | Становништво | Површина  | Мапа |
| ------------------ | -------------- | -------------------- | ----------------- | --------------------------------------------------- | --- | ------------ | --------- | --- |
| Округ Абевил       | 001            | Абевил               | 1785              | дистрикта деведесет шест                            | Абевилу, Француска | 25.417       | 1.323 km2 | [[Слика:Map of South Carolina highlighting Abbeville County.svg\|100px\|alt={{{Alt\|Мапа државе са истакнутим округом Абевил.\|Мапа државе са истакнутим округом Абевил.]]                |
| Округ Ејкен        | 003            | Ејкен                | 1871              | округа Барнвел, Еџфилд, Лексингтон и Оринџбург      | Вилијаму Ејкену, оснивачу Компаније за канале и пруге Јужне Каролине                                                                   | 160.099      | 2.797 km2 | [[Слика:Map of South Carolina highlighting Aiken County.svg\|100px\|alt={{{Alt\|Мапа државе са истакнутим округом Ејкен.\|Мапа државе са истакнутим округом Ејкен.]]                      |
| Округ Алендејл     | 005            | Алендејл             | 1919              | округа Барнвел и Хемптон                            | П. Х. Алену, првом управнику поште у новом округу                                                                                      | 10.419       | 1.070 km2 | [[Слика:Map of South Carolina highlighting Allendale County.svg\|100px\|alt={{{Alt\|Мапа државе са истакнутим округом Алендејл.\|Мапа државе са истакнутим округом Алендејл.]]            |
| Округ Андерсон     | 007            | Андерсон             | 1826              | дистрикта Пендлтон                                  | Роберту Андерсону, генералу из доба Рата за независност                                                                                | 187.126      | 1.961 km2 | [[Слика:Map of South Carolina highlighting Anderson County.svg\|100px\|alt={{{Alt\|Мапа државе са истакнутим округом Андерсон.\|Мапа државе са истакнутим округом Андерсон.]]             |
| Округ Бамберг      | 009            | Бамберг              | 1897              | округа Барнвел                                      | Франсису Мариону Бамбергу, генералу Конфедерације током Грађанског рата                                                                | 15.987       | 1.023 km2 | [[Слика:Map of South Carolina highlighting Bamberg County.svg\|100px\|alt={{{Alt\|Мапа државе са истакнутим округом Бамберг.\|Мапа државе са истакнутим округом Бамберг.]]                |
| Округ Барнвел      | 011            | Барнвел              | 1798              | округа Оринџбург                                    | Џону Барнвелу, државном сенатору Јужне Каролине, и ратном заробљенику током Рата за независност                                        | 22.261       | 1.443 km2 | [[Слика:Map of South Carolina highlighting Barnwell County.svg\|100px\|alt={{{Alt\|Мапа државе са истакнутим округом Барнвел.\|Мапа државе са истакнутим округом Барнвел.]]               |
| Округ Бјуфорт      | 013            | Бјуфорт              | 1769              | судског дистрикта из 1769.                          | Хенрију Самерсету, 1. војводи од Бјуфорта, колонијалном земљопоседнику                                                                 | 162.233      | 2.391 km2 | [[Слика:Map of South Carolina highlighting Beaufort County.svg\|100px\|alt={{{Alt\|Мапа државе са истакнутим округом Бјуфорт.\|Мапа државе са истакнутим округом Бјуфорт.]]               |
| Округ Беркли       | 015            | Манкс Корнер         | 1882              | округа Чарлстон                                     | Вилијаму Берклију, колонијалном гувернеру и земљопоседнику                                                                             | 177.843      | 3.181 km2 | [[Слика:Map of South Carolina highlighting Berkeley County.svg\|100px\|alt={{{Alt\|Мапа државе са истакнутим округом Беркли.\|Мапа државе са истакнутим округом Беркли.]]                 |
| Округ Калхун       | 017            | Сент Метјуз          | 1908              | округа Лексингтон и Оринџбург                       | Џону К. Калхуну, сенатору из Јужне Каролине, и заговорнику права савезних држава                                                       | 15.185       | 1.015 km2 | [[Слика:Map of South Carolina highlighting Calhoun County.svg\|100px\|alt={{{Alt\|Мапа државе са истакнутим округом Калхун.\|Мапа државе са истакнутим округом Калхун.]]                  |
| Округ Чарлстон     | 019            | Чарлстон             | 1769              | судског дистрикта из 1769.                          | краљу Чарлсу II од Енглеске | 350.209      | 3.517 km2 | [[Слика:Map of South Carolina highlighting Charleston County.svg\|100px\|alt={{{Alt\|Мапа државе са истакнутим округом Чарлстон.\|Мапа државе са истакнутим округом Чарлстон.]]           |
| Округ Чероки       | 021            | Гафни                | 1897              | округа Спартанбург, Јунион и Јорк                   | индијанском племену Чероки | 55.342       | 1.028 km2 | [[Слика:Map of South Carolina highlighting Cherokee County.svg\|100px\|alt={{{Alt\|Мапа државе са истакнутим округом Чероки.\|Мапа државе са истакнутим округом Чероки.]]                 |
| Округ Честер       | 023            | Честер               | 1785              | дистрикта Камден                                    | Честеру, Пенсилванија | 33.140       | 1.518 km2 | [[Слика:Map of South Carolina highlighting Chester County.svg\|100px\|alt={{{Alt\|Мапа државе са истакнутим округом Честер.\|Мапа државе са истакнутим округом Честер.]]                  |
| Округ Честерфилд   | 025            | Честерфилд           | 1798              | дистрикта Чероз                                     | Филипу Дормеру Станхоупу, 4. ерлу од Честерфилда, учењаку из доба просветитељства, владином званичнику и члану британског Дома лордова | 46.734       | 2.088 km2 | [[Слика:Map of South Carolina highlighting Chesterfield County.svg\|100px\|alt={{{Alt\|Мапа државе са истакнутим округом Честерфилд.\|Мапа државе са истакнутим округом Честерфилд.]]     |
| Округ Клерендон    | 027            | Менинг               | 1855              | округа Самтер                                       | Едварду Хајду, 1. ерлу од Клерендона, колонијалном земљопоседнику                                                                      | 34.971       | 1.803 km2 | [[Слика:Map of South Carolina highlighting Clarendon County.svg\|100px\|alt={{{Alt\|Мапа државе са истакнутим округом Клерендон.\|Мапа државе са истакнутим округом Клерендон.]]          |
| Округ Колетон      | 029            | Волтерборо           | 1800              | Чарлстон                                            | Џону Колетону, колонијалном земљопоседнику                                                                                             | 38.892       | 2.934 km2 | [[Слика:Map of South Carolina highlighting Colleton County.svg\|100px\|alt={{{Alt\|Мапа државе са истакнутим округом Колетон.\|Мапа државе са истакнутим округом Колетон.]]               |
| Округ Дарлингтон   | 031            | Дарлингтон           | 1785              | дистрикта Чероз                                     | Дарлингтону, Енглеска | 68.681       | 1.469 km2 | [[Слика:Map of South Carolina highlighting Darlington County.svg\|100px\|alt={{{Alt\|Мапа државе са истакнутим округом Дарлингтон.\|Мапа државе са истакнутим округом Дарлингтон.]]       |
| Округ Дилон        | 033            | Дилон                | 1910              | округа Марион                                       | Џ. В. Дилону, оснивачу локалне железнице                                                                                               | 32.062       | 1.054 km2 | [[Слика:Map of South Carolina highlighting Dillon County.svg\|100px\|alt={{{Alt\|Мапа државе са истакнутим округом Дилон.\|Мапа државе са истакнутим округом Дилон.]]                     |
| Округ Дорчестер    | 035            | Сент Џорџ            | 1868              | округа Беркли и Колетон                             | Дорчестеру, Масачусетс | 136.555      | 1.494 km2 | [[Слика:Map of South Carolina highlighting Dorchester County.svg\|100px\|alt={{{Alt\|Мапа државе са истакнутим округом Дорчестер.\|Мапа државе са истакнутим округом Дорчестер.]]         |
| Округ Еџфилд       | 037            | Еџфилд               | 1785              | дистрикта деведесет шест                            | нејасно; или по положају на ивици државе (енгл. edge, ивица), или по Еџфилду, Норфок, Енглеска                                             | 26.985       | 1.313 km2 | [[Слика:Map of South Carolina highlighting Edgefield County.svg\|100px\|alt={{{Alt\|Мапа државе са истакнутим округом Еџфилд.\|Мапа државе са истакнутим округом Еџфилд.]]                |
| Округ Ферфилд      | 039            | Винзборо             | 1785              | дистрикта Камден                                    | Лепим (енгл. fair) пољима округа, како их је описао колонијални гувернер Чарлс Корнволис                                                   | 23.956       | 1.839 km2 | [[Слика:Map of South Carolina highlighting Fairfield County.svg\|100px\|alt={{{Alt\|Мапа државе са истакнутим округом Ферфилд.\|Мапа државе са истакнутим округом Ферфилд.]]              |
| Округ Флоренс      | 041            | Флоренс              | 1888              | округа Клерендон, Дарлингтон, Марион и Вилијамсбург | Флоренс Харли, супрузи В. В. Харлија, оснивача Железнице Вилмингтона и Манчестера                                                      | 136.885      | 2.082 km2 | [[Слика:Map of South Carolina highlighting Florence County.svg\|100px\|alt={{{Alt\|Мапа државе са истакнутим округом Флоренс.\|Мапа државе са истакнутим округом Флоренс.]]               |
| Округ Џорџтаун     | 043            | Џорџтаун             | 1769              | судског дистрикта из 1769.                          | краљу Џорџу II | 60.158       | 2.681 km2 | [[Слика:Map of South Carolina highlighting Georgetown County.svg\|100px\|alt={{{Alt\|Мапа државе са истакнутим округом Џорџтаун.\|Мапа државе са истакнутим округом Џорџтаун.]]           |
| Округ Гринвил      | 045            | Гринвил              | 1798              | дистрикта Вашингтон                                 | Натанијелу Грину, генералу из времена Рата за независност                                                                              | 451.225      | 2.059 km2 | [[Слика:Map of South Carolina highlighting Greenville County.svg\|100px\|alt={{{Alt\|Мапа државе са истакнутим округом Гринвил.\|Мапа државе са истакнутим округом Гринвил.]]             |
| Округ Гринвуд      | 047            | Гринвуд              | 1897              | округа Абевил и Еџфилд                              | плантажи Гринвуд, дому Џона Макџија, највећег земљопоседника у округу                                                                  | 69.661       | 1.199 km2 | [[Слика:Map of South Carolina highlighting Greenwood County.svg\|100px\|alt={{{Alt\|Мапа државе са истакнутим округом Гринвуд.\|Мапа државе са истакнутим округом Гринвуд.]]              |
| Округ Хемптон      | 049            | Хемптон              | 1787              | округа Бјуфорд                                      | Вејду Хемптону, конгресмену из Јужне Каролине и најбогатијем власнику плантажа у Сједињеним Државама                                   | 21.090       | 1.458 km2 | [[Слика:Map of South Carolina highlighting Hampton County.svg\|100px\|alt={{{Alt\|Мапа државе са истакнутим округом Хемптон.\|Мапа државе са истакнутим округом Хемптон.]]                |
| Округ Ори          | 051            | Конвеј               | 1801              | округа Џорџтаун                                     | Питеру Орију, генералу из времена Рата за независност                                                                                  | 269.291      | 3.250 km2 | [[Слика:Map of South Carolina highlighting Horry County.svg\|100px\|alt={{{Alt\|Мапа државе са истакнутим округом Ори.\|Мапа државе са истакнутим округом Ори.]]                          |
| Округ Џаспер       | 053            | Риџланд              | 1912              | округа Бјуфорд и Хемптон                            | Вилијаму Џасперу, нареднику из времена Рата за независност                                                                             | 24.777       | 1.813 km2 | [[Слика:Map of South Carolina highlighting Jasper County.svg\|100px\|alt={{{Alt\|Мапа државе са истакнутим округом Џаспер.\|Мапа државе са истакнутим округом Џаспер.]]                   |
| Округ Кершо        | 055            | Камден               | 1798              | округа Клермонт, Ферфилд, Ланкастер и Ричланд       | Џозефу Кершоу, једном од пионира-насељеника                                                                                            | 61.697       | 1.917 km2 | [[Слика:Map of South Carolina highlighting Kershaw County.svg\|100px\|alt={{{Alt\|Мапа државе са истакнутим округом Кершо.\|Мапа државе са истакнутим округом Кершо.]]                    |
| Округ Ланкастер    | 057            | Ланкастер            | 1798              | дистрикта Камден                                    | округу Ланкастер, Пенсилванија | 76.652       | 1.437 km2 | [[Слика:Map of South Carolina highlighting Lancaster County.svg\|100px\|alt={{{Alt\|Мапа државе са истакнутим округом Ланкастер.\|Мапа државе са истакнутим округом Ланкастер.]]          |
| Округ Лоренс       | 059            | Лоренс               | 1785              | дистрикта деведесет шест                            | Хенрију Лоренсу, председнику Другог континенталног конгреса и ратном заробљенику током Рата за независност                             | 66.537       | 1.875 km2 | [[Слика:Map of South Carolina highlighting Laurens County.svg\|100px\|alt={{{Alt\|Мапа државе са истакнутим округом Лоренс.\|Мапа државе са истакнутим округом Лоренс.]]                  |
| Округ Ли           | 061            | Бишопвил             | 1902              | округа Дарлингтон, Кершо и Самтер                   | Роберту Е. Лију, генералу Конфедерације током Грађанског рата                                                                          | 19.220       | 1.064 km2 | [[Слика:Map of South Carolina highlighting Lee County.svg\|100px\|alt={{{Alt\|Мапа државе са истакнутим округом Ли.\|Мапа државе са истакнутим округом Ли.]]                              |
| Округ Лексингтон   | 063            | Лексингтон           | 1804              | округа Оринџбург                                    | Бици за Лексингтон, почетном сукобу у Рату за независност                                                                              | 262.391      | 1.963 km2 | [[Слика:Map of South Carolina highlighting Lexington County.svg\|100px\|alt={{{Alt\|Мапа државе са истакнутим округом Лексингтон.\|Мапа државе са истакнутим округом Лексингтон.]]        |
| Округ Марион       | 067            | Марион               | 1800              | округа Џорџтаун                                     | Франсису Мариону, генералу из времена Рата за независност                                                                              | 33.062       | 1.279 km2 | [[Слика:Map of South Carolina highlighting Marion County.svg\|100px\|alt={{{Alt\|Мапа државе са истакнутим округом Марион.\|Мапа државе са истакнутим округом Марион.]]                   |
| Округ Марлборо     | 069            | Бенетсвил            | 1798              | дистрикта Чероз                                     | Џону Черчилу, 1. војводи о Марлбороа, енглеском генералу и дипломати                                                                   | 28.933       | 1.256 km2 | [[Слика:Map of South Carolina highlighting Marlboro County.svg\|100px\|alt={{{Alt\|Мапа државе са истакнутим округом Марлборо.\|Мапа државе са истакнутим округом Марлборо.]]             |
| Округ Макормик     | 065            | Макормик             | 1914              | округа Абевил, Еџфилд и Гринвуд                     | Сајрусу Макормику, изумитељу механичке жетелице и оснивачу компаније „Интернашонал харвестер“                                          | 10.233       | 1.020 km2 | [[Слика:Map of South Carolina highlighting McCormick County.svg\|100px\|alt={{{Alt\|Мапа државе са истакнутим округом Макормик.\|Мапа државе са истакнутим округом Макормик.]]            |
| Округ Њубери       | 071            | Њубери               | 1785              | дистрикта деведесет шест                            | нејасно; могуће по Њуберију, Беркшир, Енглеска, или по изјави раних досељеника да је пејзаж „леп као нова бобица“ (енгл. pretty as a new berry)             | 37.508       | 1.676 km2 | [[Слика:Map of South Carolina highlighting Newberry County.svg\|100px\|alt={{{Alt\|Мапа државе са истакнутим округом Њубери.\|Мапа државе са истакнутим округом Њубери.]]                 |
| Округ Окони        | 073            | Валхала              | 1868              | округа Пикенс                                       | индијанском племену Окони | 74.273       | 1.746 km2 | [[Слика:Map of South Carolina highlighting Oconee County.svg\|100px\|alt={{{Alt\|Мапа државе са истакнутим округом Окони.\|Мапа државе са истакнутим округом Окони.]]                     |
| Округ Оринџбург    | 075            | Оринџбург            | 1769              | судског дистрикта из 1769.                          | краљу Вилијаму V Оранском | 92.501       | 2.922 km2 | [[Слика:Map of South Carolina highlighting Orangeburg County.svg\|100px\|alt={{{Alt\|Мапа државе са истакнутим округом Оринџбург.\|Мапа државе са истакнутим округом Оринџбург.]]         |
| Округ Пикенс       | 077            | Пикенс               | 1826              | дистрикта Пендлтон                                  | Ендруу Пикенсу, гувернеру Јужне Каролине                                                                                               | 119.224      | 1.326 km2 | [[Слика:Map of South Carolina highlighting Pickens County.svg\|100px\|alt={{{Alt\|Мапа државе са истакнутим округом Пикенс.\|Мапа државе са истакнутим округом Пикенс.]]                  |
| Округ Ричланд      | 079            | Колумбија            | 1799              | дистрикта Камден                                    | плодној (богатој, енгл. rich) земљи у округу                                                                                               | 384.504      | 1.999 km2 | [[Слика:Map of South Carolina highlighting Richland County.svg\|100px\|alt={{{Alt\|Мапа државе са истакнутим округом Ричланд.\|Мапа државе са истакнутим округом Ричланд.]]               |
| Округ Салуда       | 081            | Салуда               | 1896              | округа Еџфилд                                       | реци Салуда | 19.875       | 1.197 km2 | [[Слика:Map of South Carolina highlighting Saluda County.svg\|100px\|alt={{{Alt\|Мапа државе са истакнутим округом Салуда.\|Мапа државе са истакнутим округом Салуда.]]                   |
| Округ Спартанбург  | 083            | Спартанбург          | 1785              | дистрикта деведесет шест                            | „Спартанском пуку“ државне милиције, који је био кључна снага у победи у бици за Каупенс током Рата за независност                     | 284.307      | 2.121 km2 | [[Слика:Map of South Carolina highlighting Spartanburg County.svg\|100px\|alt={{{Alt\|Мапа државе са истакнутим округом Спартанбург.\|Мапа државе са истакнутим округом Спартанбург.]]    |
| Округ Самтер       | 085            | Самтер               | 1798              | округа Клермонт, Клерендон и Сејлем                 | Томасу Самтеру, генералу Рата за независност и сенатору из Јужне Каролине                                                              | 107.456      | 1.766 km2 | [[Слика:Map of South Carolina highlighting Sumter County.svg\|100px\|alt={{{Alt\|Мапа државе са истакнутим округом Самтер.\|Мапа државе са истакнутим округом Самтер.]]                   |
| Округ Јунион       | 087            | Јунион               | 1798              | дистрикта деведесет шест                            | Цркви Јунион, првом хришћанском црквеном објекту у овој области                                                                        | 28.961       | 1.336 km2 | [[Слика:Map of South Carolina highlighting Union County.svg\|100px\|alt={{{Alt\|Мапа државе са истакнутим округом Јунион.\|Мапа државе са истакнутим округом Јунион.]]                    |
| Округ Вилијамсбург | 089            | Кингстри             | 1802              | дистрикта Џорџтаун                                  | краљу Вилијаму III од Енглеске | 34.423       | 2.427 km2 | [[Слика:Map of South Carolina highlighting Williamsburg County.svg\|100px\|alt={{{Alt\|Мапа државе са истакнутим округом Вилијамсбург.\|Мапа државе са истакнутим округом Вилијамсбург.]] |
| Округ Јорк         | 091            | Јорк                 | 1798              | дистрикта Камден                                    | округу Јорк, Пенсилванија | 226.073      | 1.803 km2 | [[Слика:Map of South Carolina highlighting York County.svg\|100px\|alt={{{Alt\|Мапа државе са истакнутим округом Јорк.\|Мапа државе са истакнутим округом Јорк.]]                         |

## Бивше парохије, окрузи и дистрикти

### Парохије
- Парохија Светог Луке, Јужна Каролина, формирана одлуком колонијалне скупштине 23. маја 1767, на територији Острва Хилтон Хед и оближњој обали.

### Окрузи
- Округ Крејвен формиран 1682.
- Округ Гранвил формиран 1686.
- Округ Оринџ 1785-1791.
- Округ Луисбург 1785-1791.
- Округ Винтон данашњи округ Барнвел
- Округ Либерти данашњи округ Марион
- Округ Винја бивше име округа Џорџтаун
- Округ Клермонт
- Округ Сејлем

### Дистрикти
- Дистрикт Черауз формиран 1769.
- Дистрикт Камден формиран 1769.
- Дистрикт деведесет шест формиран 1769.
- Дистрикт Пинкни 1791-1798.
- Дистрикт Вашингтон 1785-1798.
- Дистрикт Пендлтон формиран 1789. од територија Чирокија